# Championnats du monde de VTT marathon 2018
Navigation
2017 2019
Les championnats du monde de VTT marathon 2018 ont lieu à Auronzo di Cadore en Italie le 15 septembre 2018.
Le championnat féminin est disputé sur un parcours de 89 km, le championnat masculin sur un parcours de 102 km.
Chez les hommes, Henrique Avancini devient le premier cycliste brésilien de l'histoire champion du monde de VTT. Chez les femmes, la Danoise Annika Langvad obtient son cinquième titre mondial en VTT marathon.

## Classements

### Hommes
| Pos | Nom               | Pays      |    | Temps          |
| --- | ----------------- | --------- | -- | -------------- |
| 1   | Henrique Avancini | Brésil    | en | 5 h 8 min 28 s |
| 2   | Daniel Geismayr   | Autriche  | +  | 2 s            |
| 3   | Leonardo Páez     | Colombie  |    | 7 s            |
| 4   | Mathias Flückiger | Suisse    |    | 1 min 41 s     |
| 5   | Samuele Porro     | Italie    |    | 1 min 42 s     |
| 6   | Alexey Medvedev   | Russie    |    | 2 min 0 s      |
| 7   | Kristián Hynek    | Tchéquie  |    | 3 min 49 s     |
| 8   | Andreas Seewald   | Allemagne |    | 5 min 32 s     |
| 9   | Juri Ragnoli      | Italie    |    | 5 min 59 s     |
| 10  | Ole Hem           | Norvège   |    | 8 min 32 s     |

### Femmes
| Pos | Nom                    | Pays       |    | Temps           |
| --- | ---------------------- | ---------- | -- | --------------- |
| 1   | Annika Langvad         | Danemark   | en | 4 h 53 min 13 s |
| 2   | Christina Kollmann     | Autriche   | +  | 5 min 18 s      |
| 3   | Maja Włoszczowska      | Pologne    |    | 12 min 12 s     |
| 4   | Gunn-Rita Dahle Flesjå | Norvège    |    | 17 min 17 s     |
| 5   | Mara Fumagalli         | Italie     |    | 17 min 24 s     |
| 6   | Ariane Lüthi           | Suisse     |    | 17 min 30 s     |
| 7   | Esther Süss            | Suisse     |    | 17 min 30 s     |
| 8   | Blaža Pintarič         | Slovénie   |    | 18 min 8 s      |
| 9   | Kate Courtney          | États-Unis |    | 22 min 20 s     |
| 10  | Adelheid Morath        | Allemagne  |    | 24 min 46 s     |